# 65-мм морська гармата зразка 1891/1902 років
Морська гармата 65 мм, зразка 1891 та 1902 років (фр. Canon de 65 mm Modèle 1891 & Modèle 1902) — сімейство широко використовуваних морських гармат ВМС Франції, які також використовувалися Османським флотом під час Першої світової війни. Гармати, зняті з виведених з експлуатації кораблів, також використовувалися як берегова артилерія та як гармати фортець на укріпленнях Лінії Мажино під час Другої світової війни.

## Конструкція
Морські гармати 65 мм, зразка 1891 та 1902 років були розроблені та побудовані компанією Schneider на заводі Le Creusot. Гармати були виготовлені з труби А, кожуха, клинового затвора, стопорного кільця, цапфового обруча та використовували фіксовані боєприпаси швидкого заряджання. Модель 1891 року та модель 1902 року мали схожі розміри, але Модель 1902 стріляла трохи важчим снарядом з більшою початковою швидкістю. Обидві моделі іноді називають 9-фунтовими в англійських публікаціях.

## Історія
Морські гармати 65 мм, зразка 1891 та 1902 років в основному використовувалися як протичовнова оборона на борту броньованих крейсерів, есмінців, панцерників, додредноутних лінкорів, гідроавіаносців та міноносців.

### Броньовані крейсери
- Крейсери типу «Адмірал Шарне» - третинне озброєння цього класу з чотирьох броньованих крейсерів складалося з чотирьох гармат моделі 1891 в одиночних установках посередині корабля.
- Dupuy de Lôme - третинне озброєння цього корабля складалося з чотирьох гармат моделі 1891 в одиночних установках посередині корабля.
- Крейсери типу «Edgar Quinet» - вторинне озброєння цього класу з двох броньованих крейсерів складалося з двадцяти казематних гармат M1902 в одиночних установках посередині корабля.
- Ernest Renan - третинне озброєння цього класу з двох броньованих крейсерів складалося з шістнадцяти казематних гармат M1902 в одиночних установках посередині корабля.

### Есмінці
- Есмінці типу «Arquebuse» - основне озброєння цього класу з двадцяти кораблів складалося з однієї гармати M1891.
- Есмінці типу «Bisson» - вторинне озброєння цього класу з шести кораблів складалося з чотирьох гармат M1902 в одиночних установках.
- Есмінці типу «Bouclier» - вторинне озброєння цього класу з дванадцяти кораблів складалося з чотирьох гармат M1902 в одиночних установках.
- Есмінці типу «Branlebas» - основне озброєння цього класу з десяти кораблів складалося з однієї гармати M1902.
- Есмінці типу «Chasseur» - основне озброєння цього класу з шести кораблів складалося з шести гармат M1902. Есмінець Actée з цього класу був проданий Перу перед завершенням будівництва.
- Есмінці типу «Claymore» - основне озброєння цього класу з тринадцяти кораблі
- Есмінці типу «Durandal» - основне озброєння цього класу з чотирьох кораблів складалося з однієї гармати M1891. Османський флот замовив чотири есмінці в 1906 році, які вони назвали класом «Самсун», які були майже ідентичними.
- Есмінці типу «Enseigne Roux» - вторинне озброєння цього класу з двох кораблів складалося з чотирьох гармат M1902.
- Есмінці типу «Framée» - основне озброєння цього класу з чотирьох кораблів складалося з однієї гармати M1891.
- Есмінці типу «Pertuisane» - основне озброєння цього класу з чотирьох кораблів складалося з однієї гармати M1891.
- Есмінець типу «Spahi» - основне озброєння цього класу з семи кораблів складалося з шести гармат M1902.
- Есмінці типу «Voltigeur» - основне озброєння цього класу з двох кораблів складалося з шести гармат M1902.

### Броненосці
- Amiral Duperré - четвертинне озброєння цього корабля складалося з двох гармат M1891 в одиночних установках після модернізації в 1890-х роках.
- Броненосці типу «Dévastation» - четвертинне озброєння цього класу складалося з двох або чотирьох гармат M1891 в одиночних установках після модернізації в 1890-х роках.
- Hoche - четвертинне озброєння цього корабля складалося з чотирьох гармат M1891 в одиночних установках після модернізації в 1890-х роках.
- Грецькі панцерники типу «Hydra» - четвертинне озброєння цього класу з трьох грецьких кораблів складалося з восьми казематних гармат M1891 в одиночних установках після модернізації в 1890-х роках.
- Броненосці типу «Марсо» - третинне озброєння цього класу з трьох кораблів складалося з шести казематних гармат M1891 в одиночних установках.
- Redoutable - третинне озброєння цього корабля складалося з п'яти гармат M1891 в одиночних установках після модернізації в 1890-х роках.

### Додредноутні лінкори
- Французький лінкор «Brennus» - третинне озброєння цього корабля складалося з чотирьох гармат M1891 в одиночних установках.
- Французький лінкор «Charles Martel» - четвертинне озброєння цього корабля складалося з чотирьох гармат M1891 в одиночних установках.
- Французький лінкор «Carnot» - четвертинне озброєння цього корабля складалося з чотирьох гармат M1891 в одиночних установках.
- Французький лінкор «Jauréguiberry» - четвертинне озброєння цього корабля складалося з чотирьох гармат M1891 в одиночних установках.
- Лінкори типу «République» - третинне озброєння цього класу з двох лінкорів включало тринадцять гармат M1902 в одиночних установках.
- Лінійні кораблі типу «Ліберте» - третинне озброєння цього класу з чотирьох лінкорів складалося з тринадцяти гармат M1902 в одиночних установках.

### Захищені крейсери
- Крейсери типу «Jean Bart» - третинне озброєння цього класу з двох захищених крейсерів складалося з двох гармат M1891 в одиночних установках.
- Alger

### Гідроавіаносець
- Foudre - вторинне озброєння цього корабля складалося з чотирьох гармат M1891 в одиночних установках.

### Міноносець
- Nadezhda - вторинне озброєння цього корабля складалося з двох гармат M1891 в одиночних установках.